# 貝爾態

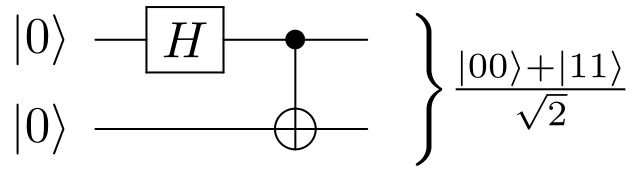
用於創建貝爾態的量子電路.

在組態中兩個量子位元相關基底之間的關係.

貝爾態是量子資訊科學中使用到的概念，是兩個量子位元眾多的量子態中的一種，而且是最簡單單純的一種量子糾纏態。貝爾態是一種糾纏並且歸一向量基底的形式。歸一意思是指粒子在該狀態的全域機率是 1: {\displaystyle \langle \Phi |\Phi \rangle =1} 。糾纏態則是指基底獨立的疊加態.。由於這樣的疊加態，當測量這個量子位元的時候，測量行為會使該量子位元在給定的機率下收斂成基底之一的狀態。然而因為處於糾纏態，測量其中之一的量子位元即等同於馬上給定了另外一個量子位元的測定值，而此測定值會是該貝爾態中給定該量子位元的值。